# Vector Sport
Vector Sport est une écurie de sport automobile britannique basée à Silverstone. Elle a été fondée en 2021 et fait participer des Sport-prototypes en catégorie LMP2 dans le Championnat du monde d'endurance et l'European Le Mans Series.

## Histoire

L'Oreca 07 de l'écurie Vector Sport lors des 24 Heures du Mans 2022.

En novembre 2021, l'écurie Vector Sport exprime, à travers son directeur Gary Holland, son intention de participer au Championnat du monde d'endurance 2022 dans la catégorie LMP2 avec une Oreca 07. Fort de l'expérience de Gary Holland, qui a officié chez Jota Sport, Krohn Racing et  Risi Competizione, l'écurie réussit à faire signer, pour sa première saison, le pilote officiel Audi Nico Müller ,. En janvier 2022, l'écurie annonce la signature de l'expérimenté pilote français Sébastien Bourdais ainsi que du pilote irlandais Ryan Cullen. Pour la première course de la saison, les 1 000 Miles de Sebring, Sébastien Bourdais, retenu par ses obligations auprès de l'écurie américaine Cadillac Racing afin de participer aux 12 Heures de Sebring, est remplacé par le pilote allemand Mike Rockenfeller. Pour la seconde course de la saison, les 6 Heures de Spa-Francorchamps, c'est avec son équipage au complet que l'écurie participe à la course. De forts progrès sont notés lors de cette course car la voiture finit à 2 tours de la Toyota GR010 Hybrid victorieuse, à comparer aux 37 tours concédés lors de la précédente épreuve. Les progrès constatés ne sont pas renouvelés lors des 24 Heures du Mans où la voiture finit à plus de 23 tours de la voiture victorieuse. Pour les 6 Heures de Monza, l'écurie réalise sa plus belle prestation de la saison avec une 3e place. Pour les 6 Heures de Fuji, à la suite des engagements de Nico Müller, retenu dans le championnat Deutsche Tourenwagen Masters, l'équipage est remanié et le pilote suisse est remplacé par le pilote néerlandais Renger van der Zande,. Le résultat de la course est décevant, avec une 9e place. Pour la dernière manche de la saison, les 8 Heures de Bahreïn, Nico Müller, étant dorénavant retenu dans la catégorie Hypercar par son engagement dans l'écurie Peugeot TotalEnergies, est donc de nouveau remplacé par Renger van der Zande . Comme pour Fuji, l'écurie finit la course à la 9e place. Pour sa première saison dans le Championnat du monde d'endurance FIA 2022, l'écurie termine à la 10e place de la catégorie LMP2, avec comme meilleure performance une 3e place lors de la manche de Monza. En décembre 2022, le constructeur italien Isotta Fraschini annonce qu'il a signé un partenariat avec Vector Sport afin de faire rouler une Isotta Tipo 6 LMH-C dans la catégorie Hypercar du Championnat du monde d'endurance FIA,.

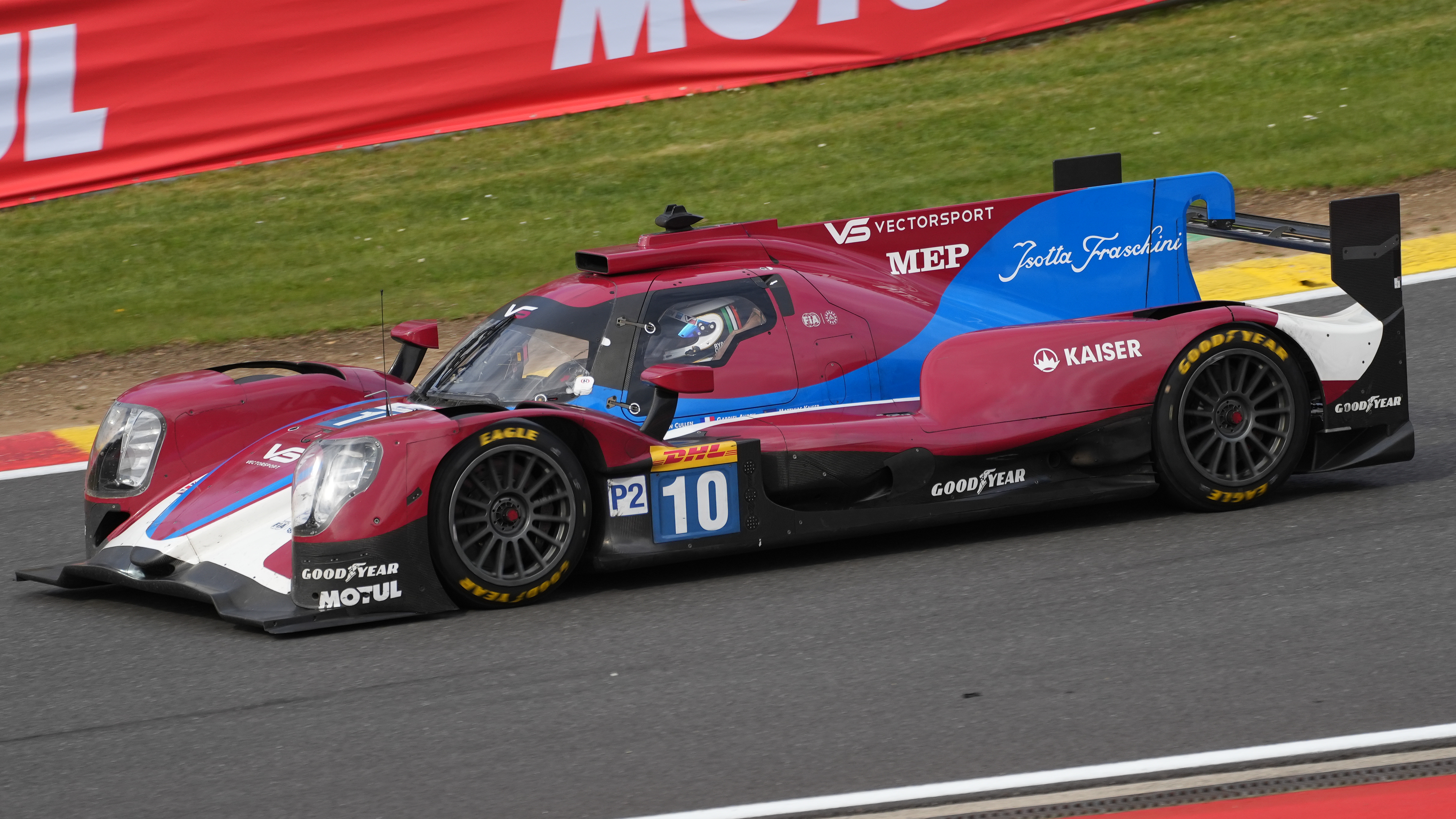
Oreca 07 n°10 de l'écurie Vector Sport lors des 6 Heures de Spa-Francorchamps.

L'année suivante, lors de la publication des engagés en Championnat du monde d'endurance FIA 2023 en janvier, Vector Sport n'est pas inscrit dans la catégorie Hypercar avec une Isotta Tipo 6 LMH-C ̈comme espéré, mais, dans la continuité de la saison précédente, poursuit sa participation dans la catégorie LMP2 avec une Oreca 07 qui affiche le nom Isotta Fraschini sur sa carosserie,. Il n'était en effet pas possible d'aligner une Isotta Tipo 6 LMH-C dès le début du championnat car la voiture n'était pas été homologuée. Même si un temps Vector Sport a espéré être présent aux 24 Heures du Mans avec l'Isotta Tipo 6 LMH-C, cela n'a pas pu être possible car le règlement exige qu'une voiture participe au minimum à deux courses avant cette épreuve,. La saison sportive débute alors sur le circuit de Portimão où l'écurie réalise des essais prometteurs en février avec comme pilotes Ryan Cullen, Gabriel Aubry et Matthias Kaiser,. 

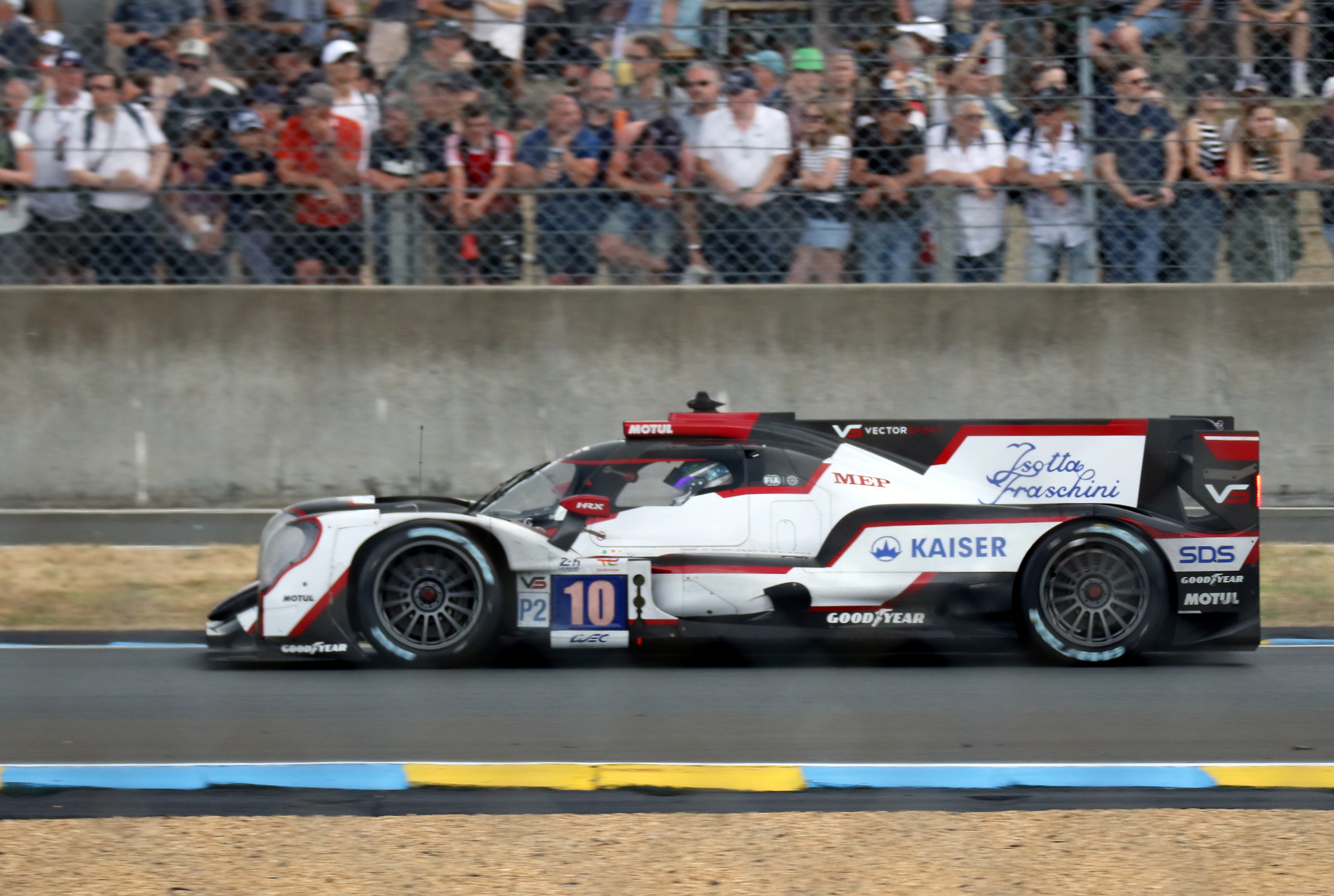
Oreca 07 n°10 de l'écurie Vector Sport lors des 24 Heures du Mans 2023.

À la fin du mois, l'écurie officialise la présence de Gabriel Aubry et Matthias Kaiser comme pilotes. Ryan Cullen devait se concentrer sur le développement de l'Isotta Tipo 6 LMH-C, mais choisit finalement de participer au Championnat du monde d'endurance FIA 2023. Pour la première course de la saison, les 1 000 Miles de Sebring, la voiture rencontre des problèmes qui poussent les mécaniciens à faire rentrer celle-ci dans le paddock en début de course. La voiture voit tout de même le drapeau à damier et finit en 9e position. Aux 6 Heures de Portimão, après de bonnes performances aux essais libres,, Gabriel Aubry ne se fait devancer que d'un millième par le pilote italien Mirko Bortolotti aux volant d'une Oreca 07 de l'écurie Prema Racing. Lors de la course, après son premier arrêt, avec alors Ryan Cullen à son volant, la voiture est contrainte de rentrer au stand au ralenti à la suite d'un problème moteur. Comme lors de la manche précédente, la voiture voit le drapeau à damier mais termine à une décevante 11e position, vu le potentiel exprimé durant le week end. Après cette déception, l'Oreca 07 de l'écurie participe aux 6 Heures de Spa-Francorchamps.  Les essais qualificatifs se traduisent par une 9e place de la catégorie LMP2. Lors de la course, la voiture est poussée à l'abandon par la perte d'une roue alors que Gabriel Aubry était au volant. L'écurie Vector Sport participe ensuite pour la deuxième fois aux 24 Heures du Mans. La voiture reprend la livrée de la saison précédente avec un sticker Isotta Fraschini,. La voiture se qualifie pour l'hyperpole, qui regroupe les huit plus rapides voitures par catégorie. La voiture y obtient le 8e temps. La course se déroule sans accrocs et l'écurie finit à la 5e place, seconde meilleure performance depuis qu'elle participe au Championnat du monde d'endurance. Aux 6 Heures de Monza, l'écurie obtient la 4e place lors des qualifications,. Lors de la course, la voiture abandonne à la suite d'un contact avec l'Oreca 07 n°̟9 de l'écurie italienne Prema Racing alors que Gabriel Aubry était au volant. Au mois d’août, le constructeur italien Isotta Fraschini annonce qu'il pourrait y avoir deux Isotta Tipo 6 LMH-C sur la grille du prochain Championnat du monde d'endurance, l'une avec Vector Sport et l'autre avec une écurie qui serait annoncée prochainement. L'écurie Vector Sport annonce le souhait d'engager en plus une Oreca 07 dans le championnat European Le Mans Series, afin de bénéficier de l'expérience acquise lors des deux dernières années de compétitions dans le Championnat du monde d'endurance. Lors des 8 Heures de Bahreïn, l'écurie obtient une 4e position en séance de qualification,. Après avoir mené pendant quelques heures, la voiture reçoit une pénalité pour ne pas avoir respecté les pressions des pneus entre le 25e et le 39e tour. La voiture finit ainsi l'épreuve non classée. A l'issue du championnat, Vector Sport annonce son absence du prochain Championnat du monde d'endurance et en filigrane, l'arrêt de sa collaboration avec Isotta Fraschini, à la suite de sérieux manques de la part de la firme italienne en regard du contrat passé entre les deux entités.

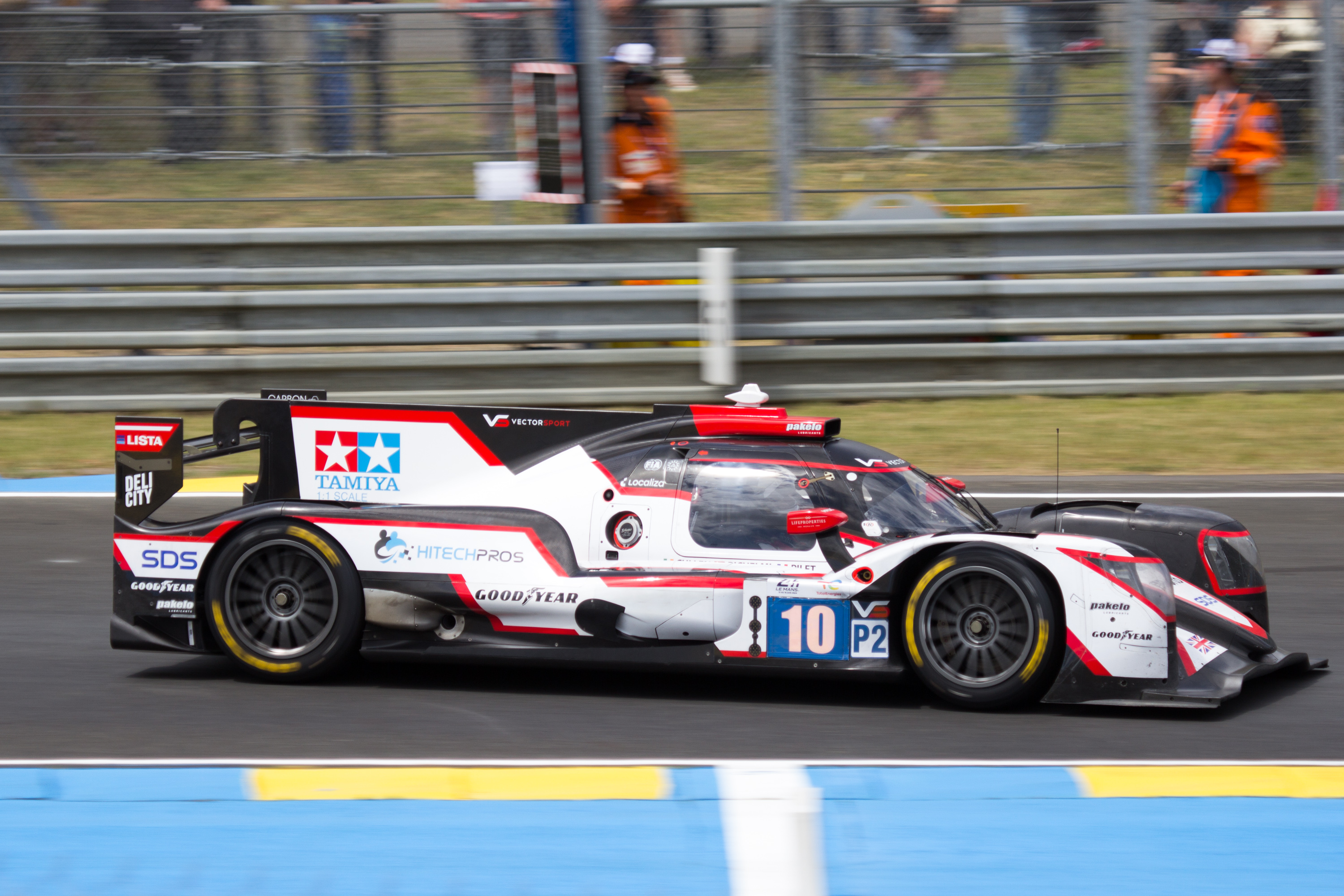
L'Oreca 07 de l'écurie Vector Sport au 24 Heures du Mans 2024.

En 2024, l'écurie britannique s'engage dans le championnat European Le Mans Series en LMP2 avec son Oreca 07. L'équipage, originellement prévu d'être composé de Ryan Cullen, Gabriel Aubry et Stéphane Richelmi,, est modifié à quelques semaines du début du championnat, Gabriel Aubry étant remplacé par le pilote brésilien Felipe Drugovich. Aux 4 Heures de Barcelone, l'Oreca 07, alors pilotée par Ryan Cullen est impliquée dans un accrochage avec l'Oreca 07 de l'écurie suisse COOL Racing dans la première demi-heure, les deux voitures terminant dans le bac à graviers et obligeant la mise en place d'une voiture de sécurité virtuelle. La voiture  de Vector Sport finit l'épreuve en 10e position. Les 4 Heures du Castellet se déroulent de manière assez anonyme pour l'écurie et la voiture passe le drapeau à damier en 10e position. Pour les 4 Heures d'Imola, dans une course marquée par une neutralisation due à une sortie de piste de l'Oreca 07 de l'écurie française IDEC Sport, l'écurie monte sur la 3e marche du podium. Lors des 4 Heures de Spa-Francorchamps, une crevaison prive la voiture du lutte pour le podium et elle finit en 8e position. Pour les 4 Heures du Mugello, Felipe Drugovich est remplacé par le pilote français Patrick Pilet car il participe à une séance d'essais IndyCar avec le Chip Ganassi Racing,. Patrick Pilet sort de la piste en qualifications, avec comme conséquence un drapeau rouge. De ce fait, la voiture s'élance en dernière position de sa catégorie sur la grille et finit en 12e position à 4 tours du vainqueur. Aux 4 Heures de Portimão, la voiture abandonne. Pour sa première saison dans ce championnat, l'écurie a marqué 21 points et a fini en 12e position au classement LMP2. La saison a également été agrémentée par une participation aux 24 Heures du Mans. Felipe Drugovich étant engagé par l'écurie américaine Whelen Cadillac Racing afin de piloter une Cadillac V-Series.R, il est remplacé, comme lors des 4 Heures du Mugello, par Patrick Pilet. La voiture mène la course dans la catégorie LMP2 par intermittence pour finir en 4e position de la catégorie, à 30 secondes du vainqueur.
Lors de la saison 2025, l'écurie britannique s'engage dans le championnat European Le Mans Series en LMP2 avec son Oreca 07. Les pilotes annoncés sont Ryan Cullen et Vladislav Lomko.

## Résultats

### Résultats aux24 Heures du Mans
| Year | N° | Voiture         | Pilotes                                     | Classe | Tours | Pos. | Class Pos. |
| ---- | -- | --------------- | ------------------------------------------- | ------ | ----- | ---- | ---------- |
| 2022 | 10 | Oreca 07-Gibson | Sébastien Bourdais Ryan Cullen Nico Müller  | LMP2   | 357   | 27e  | 22e        |
| 2023 | 10 | Oreca 07-Gibson | Gabriel Aubry Ryan Cullen Matthias Kaiser   | LMP2   | 325   | 15e  | 7e         |
| 2024 | 10 | Oreca 07-Gibson | Ryan Cullen Patrick Pilet Stéphane Richelmi | LMP2   | 297   | 19e  | 5e         |

### Résultats enChampionnat du monde d'endurance
| Année | Classe | no | Voiture  | Pneus | 1        | 2      | 3        | 4     | 5        | 6     | 7       | Total | Pos. |
| ----- | ------ | -- | -------- | ----- | -------- | ------ | -------- | ----- | -------- | ----- | ------- | ----- | ---- |
| 2022  | P2     | 10 | Oreca 07 | G     | SEB N.c. | SPA 10 | LMS 13   | MON 3 | FUJ 9    | BHN 9 |         | 21    | 10e  |
| 2023  | P2     | 10 | Oreca 07 | G     | SEB 9    | POR 11 | SPA Abd. | LMS 5 | MON Abd. | FUJ 7 | BHN Nc. | 29    | 10e  |

### Résultats enEuropean Le Mans Series
| Année | Classe | no | Voiture  | Pneus | 1      | 2      | 3     | 4     | 5      | 6        | Total | Pos. |
| ----- | ------ | -- | -------- | ----- | ------ | ------ | ----- | ----- | ------ | -------- | ----- | ---- |
| 2024  | P2     | 10 | Oreca 07 | G     | BAR 10 | LEC 10 | IMO 3 | SPA 8 | MUG 12 | POT Abd. | 21    | 12e  |

* Saison en cours.

## Pilotes
- Gabriel Aubry (2023)
- Sebastien Bourdais (2022)
- Ryan Cullen (2022-2024)
- Felipe Drugovich (2024)
- Matthias Kaiser (2023)
- Nico Müller (2022)
- Patrick Pilet (2024)
- Stéphane Richelmi (2024)
- Mike Rockenfeller (2022)
- Renger van der Zande (2022)